# Рододендрон короткоплодный
Рододе́ндрон короткопло́дный (лат. Rhododēndron brachycārpum) — растение; вид рода Рододендрон, подсекции  Pontica, секции Ponticum, подрода Hymenanthes, рода Rhododendron.
Рододендрон короткоплодный описан английским ботаником Дэвидом Доном в 1834 году; в 1886 году французский ботаник Адриен Рене Франше описал этот же вид как Rhododendron fauriei. Растения, описанные Франше, собраны там же, где и образцы, описанные Доном. Их по правилам приоритета следует называть Rhododendron brachycarpum.
В систематику этого вида внесена путаница из-за желания сохранить видовой эпитет «fauriei». В некоторых отечественных литературных источниках фигурируют оба вида, согласно описанию отличающиеся только характером опушения листьев. В The Plant List Rhododendron brachycarpum является синонимом Rhododendron fauriei.
Следуя общепринятой в систематике логике, Rhododendron fauriei — синоним Rhododendron brachycarpum и не имеет права на самостоятельное существование. Употребление эпитета «fauriei» вносит путаницу, что запрещено Международным кодексом ботанической номенклатуры.

## Естественные разновидности
По данным Germplasm Resources Information Network (GRIN) в настоящее время естественных разновидностей не выделяют:
- Rhododendron brachycarpum subsp. fauriei (Franch.) D. F. Chamb. (=Rhododendron brachycarpum D. Don ex G. Don)
- Rhododendron brachycarpum var. lutescens Koidz. (=Rhododendron × nikomontanum (Komatsu) Nakai)
- Rhododendron brachycarpum subsp. tigerstedtii Nitz. (=Rhododendron brachycarpum D. Don ex G. Don)

### Rhododendron brachycarpumsubsp.tigerstedtii
В 1931 году в Арборетум Мустила из Северной Кореи, из горного района Пунгсан, привезли семена рододендрона золотистого. Но саженцы оказались малоизвестной, крупной корейской формой рододендрона короткоплодного с большими листьями и цветками, которую в 1970 году назвали подвидом Rhododendron brachycarpum subsp. tigerstedtii. В Финляндии он известен как "рододендрон Мустила", по названию места, где его вырастили впервые. Этот подвид оказался единственным из рододендронов растущих в арборетуме, который перенес суровые морозы Советско-финской войны без каких-либо повреждений. Исключительно высокая зимостойкость стала поводом для селекционной работы, которую начали в Хельсинкском университете в 1973 году. Селекция велась на основе растущих в Мустиле выносливых рододендронов, и в качестве основного материнского растения использовался рододендрон короткоплодный Тигерштедта. Выведенные в результате селекции сорта поступили в продажу в 1990 году. Сам же рододендрон Тигерштедта никогда не выращивался на продажу. Растущие в южной части арборетума кусты обильно цветут белыми цветками примерно раз в три года в начале июня.

## Распространение

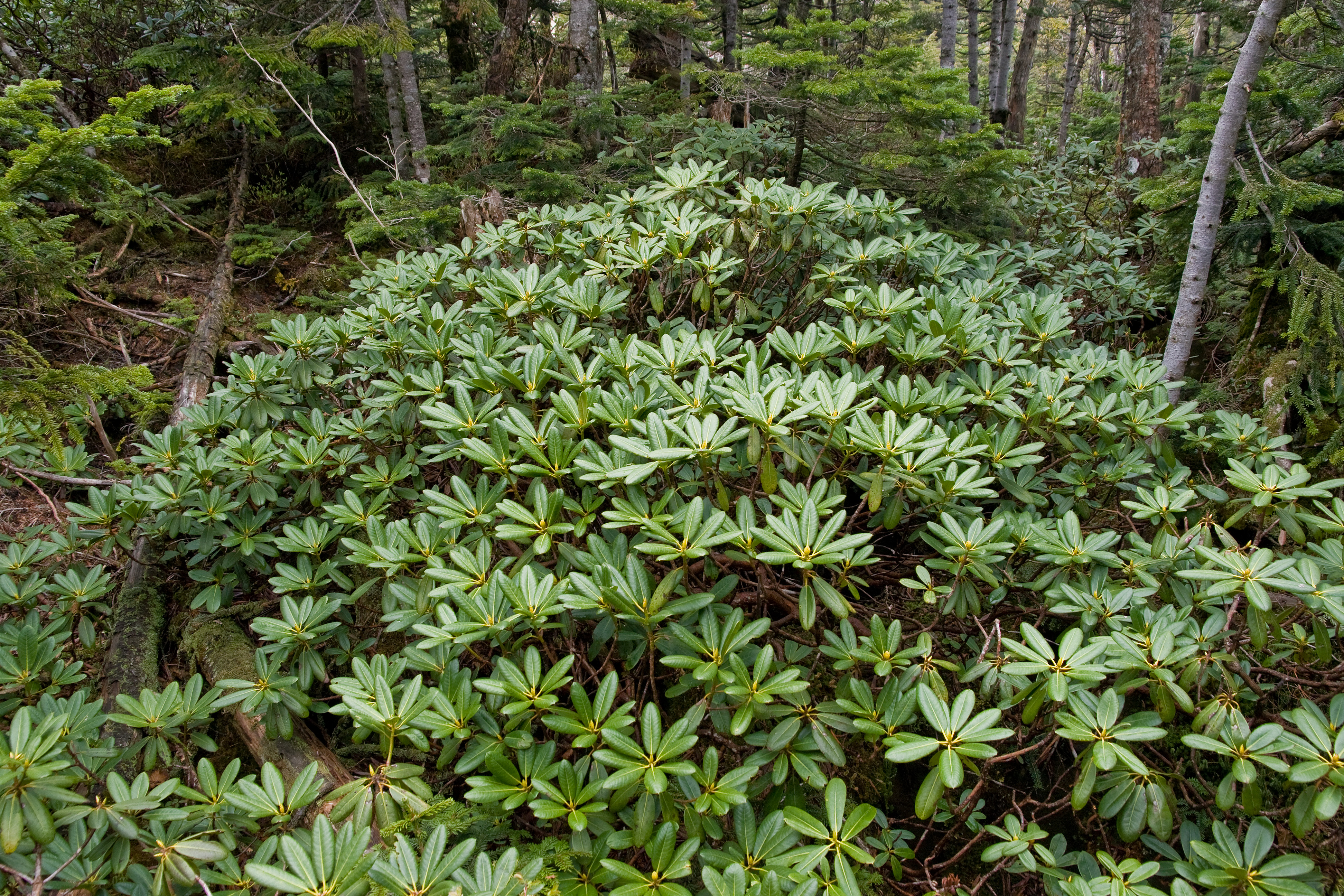

Япония, Корея, в пределах Дальнего Востока России встречается на Курилах (Итуруп, Кунашир) и на территории Сихотэ-Алинского заповедника в Приморье.
Растёт на каменистых участках среди смешанных лесов.

## Биологическое описание

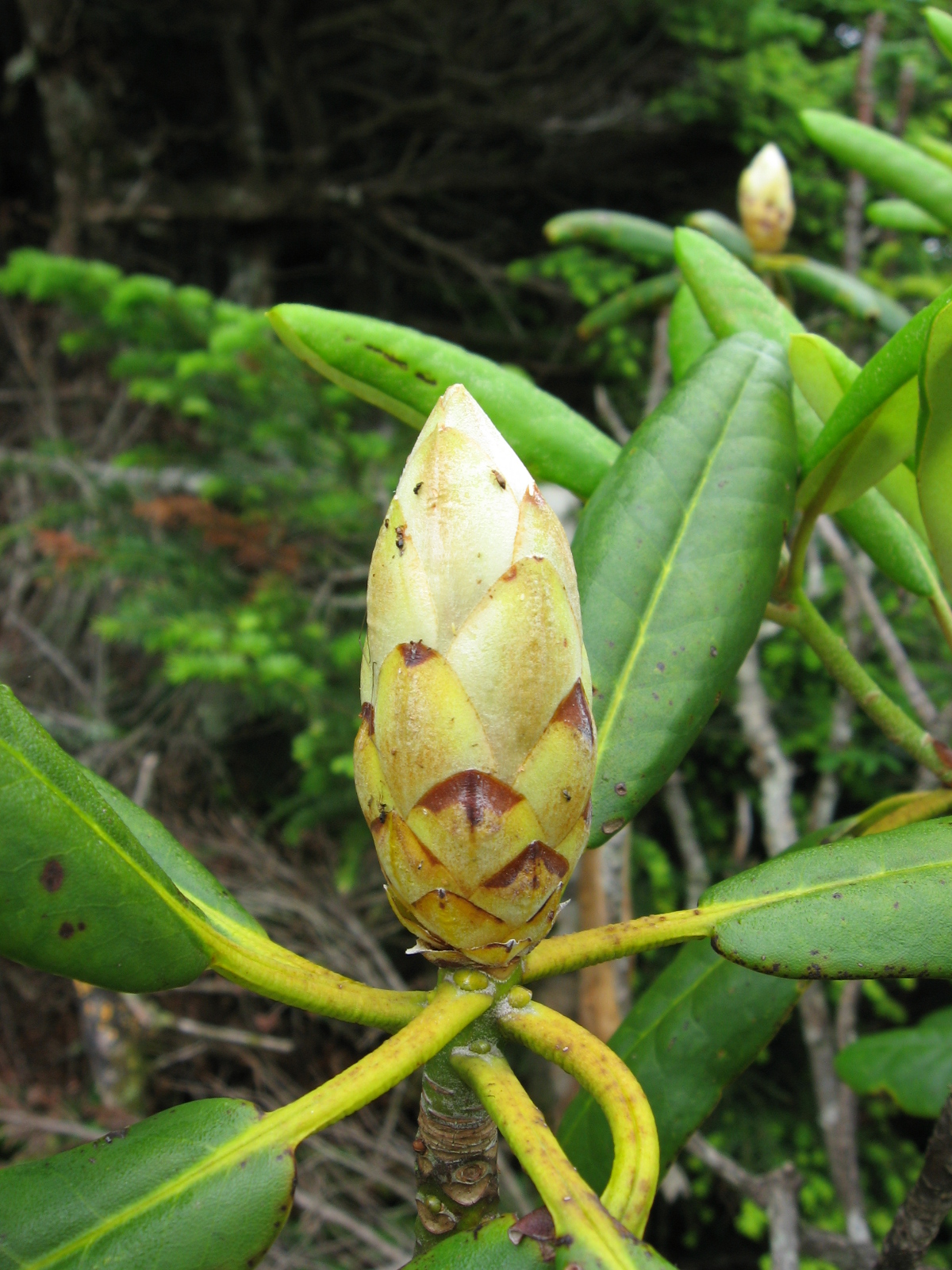

Вечнозелёное дерево, или кустарник. В Сихотэ-Алине высота до 4—6 м, диаметр ствола до 15—20 см.
Предполагается, что в условиях Сихотэ-Алиня первое цветение наступает в возрасте 18—20 лет.

## В культуре
В ГБС с 1964 года. Семена были получены из Европы и США. Высота четырёхлетних растений 0,04—0,11 м, в 10 лет достигла 0,5 м. Ежегодный прирост равен 4—6 см, в первые годы — не более 1,5 см. Начало вегетации приходится на конец апреля, заканчивается она с наступлением первых осенних заморозков. На момент публикации растения не цвели. Побеги одревесневают на 100 %. Зимостойкость I.
Заморозки на этапе бутонизации и цветения отрицательно сказываются на последующем плодоношении вида. Всхожесть семян от 10 до 97 %. При хранении семян в комнатных условиях всхожесть меняется незначительно. Развитие сеянцев в природе и в культуре сильно отличаются. Например, в природных условиях растение имеющее 5—7 листьев (5—7 × 1,2—2 см) и стебель высотой 1—1,5 см может иметь возраст 5—6 лет. В культуре, 5—7 листьев и высота стебля 10—20 см может наблюдаться у двухлетних растений.
В условиях Нижегородской области зимостоек. Зимой побеги прижимаются к земле снегом. Обламывания побегов не отмечено. Регулярно цветёт и плодоносит.
В Латвии интродуцирован в середине 30-х годов XX века. Зимостоек. Культивируется сравнительно редко (в Риге, Саласпилсе, Тукумсе).
Выдерживает зимние понижения температуры до −29 °С.